# Pollington
Pollington is een civil parish in het bestuurlijke gebied East Riding of Yorkshire, in het ceremoniële graafschap East Riding of Yorkshire met 966 inwoners.